# Marina Rodriguez
Marina Rodriguez (Bagé, Río Grande del Sur, Brasil, 29 de abril de 1987) es una artista marcial mixta brasileña que compite en la división de peso paja de Ultimate Fighting Championship. A partir del 23 de enero de 2024, ocupa el puesto número #6 en la clasificación de peso paja femenino de UFC.

## Primeros años
Nació en Bagé, Brasil, de Luis y Diva Rodriguez. Tiene dos hermanos, Gabriel y Roberto, de los cuales este último es dos veces medallista de oro en natación en los Juegos Parapanamericanos. En su juventud, jugó al fútbol, al voleibol, al baloncesto y al balonmano. Cansada de la falta de ejercicio físico en su trabajo como diseñadora gráfica, empezó a buscar una forma de perder el peso ganado. Finalmente, se apuntó a una clase de muay thai en 2013 y poco después empezó a participar en combates amateur.

## Carrera en las artes marciales mixtas

### Inicios
Comenzó su carrera profesional de MMA en 2015 y luchó principalmente en Brasil y acumuló un récord de 9-0 antes de competir en el Dana White's Contender Series Brazil.

### Dana White's Tuesday Night Contender Series
Apareció en el programa de la serie web Dana White's Tuesday Night Contender Series (DWTNCS) Dana White's Contender Series Brasil 2 el 11 de agosto de 2018, enfrentándose a Maria de Oliveira Neta. Ganó el combate por TKO en el primer asalto.

### Ultimate Fighting Championship
Debutó en la UFC contra Randa Markos el 22 de septiembre de 2018 en UFC Fight Night: Santos vs. Anders. El combate terminó en un empate mayoritario.
Se enfrentó a Jessica Aguilar el 30 de marzo de 2019 en UFC on ESPN: Barboza vs. Gaethje. Ganó el combate por decisión unánime.
Se enfrentó a Tecia Torres el 10 de agosto de 2019 en UFC Fight Night: Shevchenko vs. Carmouche 2. Ganó el combate por decisión unánime.
Se enfrentó a Cynthia Calvillo el 7 de diciembre de 2019 en UFC on ESPN: Overeem vs. Rozenstruik. En el pesaje, Calvillo pesó 120.5 libras, 4.5 libras por encima del límite de peso paja del combate sin título de 116. El combate se celebró en un peso acordado y Calvillo recibió una multa del 30% de su bolsa, que fue a parar a manos de Rodriguez. El combate terminó en un empate mayoritario.
Se esperaba que se enfrentara a Carla Esparza el 15 de julio de 2020 en UFC Fight Night: Figueiredo vs. Benavidez 2. Sin embargo, el combate fue cancelado después de que uno de los esquineros de Rodriguez diera positivo por COVID-19. 
El combate finalmente tuvo lugar el 26 de julio de 2020 en UFC on ESPN: Whittaker vs. Till. Perdió el combate por decisión dividida.
Se enfrentó a Amanda Ribas el 24 de enero de 2021 en UFC 257. Ganó el combate por TKO en el segundo asalto. Esta victoria le valió el premio a la Actuación de la Noche.
Se enfrentó a Michelle Waterson el 8 de mayo de 2021 en UFC on ESPN: Rodriguez vs. Waterson. Ganó el combate por decisión unánime.
Se enfrentó a Mackenzie Dern el 9 de octubre de 2021 en UFC Fight Night: Dern vs. Rodriguez. Ganó el combate por decisión unánime. Este combate le valió el premio a la Pelea de la Noche.
Se enfrentó a Yan Xiaonan el 5 de marzo de 2022 en UFC 272. Ganó el combate por decisión dividida.
Se esperaba que se enfrentara a Amanda Lemos el 22 de octubre de 2022 en UFC 280. Sin embargo, el combate fue trasladado para el 5 de noviembre de 2022 en UFC Fight Night: Rodriguez vs. Lemos por razones no reveladas. Perdió el combate por TKO en el tercer asalto.
Rodríguez se enfrentó a Virna Jandiroba el 6 de mayo de 2023 en UFC 288. Ella perdió la pelea por decisión unánime.
Rodríguez se enfrentó a Michelle Waterson en una revancha el 23 de septiembre de 2023 en UFC Fight Night 228. Ella ganó la pelea por nocaut técnico en el segundo asalto. Esta victoria le valió el premio Actuación de la noche.
Rodríguez está programado para enfrentarse a la ex campeona de peso paja femenino de UFC, Jéssica Andrade, el 13 de abril de 2024 en UFC 300.

## Campeonatos y logros

### Artes marciales mixtas
- Ultimate Fighting Championship
  - Actuación de la Noche (dos veces) vs. Amanda Ribas y Michelle Waterson[25][41]
  - Pelea de la Noche (una vez) Mackenzie Dern[31]

## Récord en artes marciales mixtas
| Resultado | Récord | Oponente               | Método                                    | Evento                                        | Fecha                    | Ronda | Tiempo | Localización             | Notas                                                               |
| --------- | ------ | ---------------------- | ----------------------------------------- | --------------------------------------------- | ------------------------ | ----- | ------ | ------------------------ | ------------------------------------------------------------------- |
| Derrota   | 17-4-2 | Jéssica Andrade        | Decisión (dividida)                       | UFC 300                                       | 13 de abril de 2024      | 3     | 5:00   | Las Vegas, Nevada        |                                                                     |
| Victoria  | 17-3-2 | Michelle Waterson      | TKO (codazos y golpes)                    | UFC Fight Night: Fiziev vs. Gamrot            | 23 de septiembre de 2023 | 2     | 2:32   | Las Vegas, Nevada        | Actuación de la noche.                                              |
| Derrota   | 16-3-2 | Virna Jandiroba        | Decisión (unánime)                        | UFC 288                                       | 6 de mayo de 2023        | 3     | 5:00   | Nueva Jersey             |                                                                     |
| Derrota   | 16-2-2 | Amanda Lemos           | TKO (golpes)                              | UFC Fight Night: Rodriguez vs. Lemos          | 5 de noviembre de 2022   | 3     | 0:54   | Las Vegas, Nevada        |                                                                     |
| Victoria  | 16-1-2 | Yan Xiaonan            | Decisión (dividida)                       | UFC 272                                       | 5 de marzo de 2022       | 5     | 5:00   | Las Vegas, Nevada        |                                                                     |
| Victoria  | 15-1-2 | Mackenzie Dern         | Decisión (unánime)                        | UFC Fight Night: Dern vs. Rodriguez           | 9 de octubre de 2021     | 5     | 5:00   | Las Vegas, Nevada        | Regreso al peso paja. Pelea de la Noche.                            |
| Victoria  | 14-1-2 | Michelle Waterson      | Decisión (unánime)                        | UFC on ESPN: Rodriguez vs. Waterson           | 8 de mayo de 2021        | 5     | 5:00   | Las Vegas, Nevada        | Debut en el peso mosca.                                             |
| Victoria  | 13-1-2 | Amanda Ribas           | TKO (codazo y golpes)                     | UFC 257                                       | 24 de enero de 2021      | 2     | 0:54   | Abu Dhabi                | Actuación de la Noche.                                              |
| Derrota   | 12-1-2 | Carla Esparza          | Decisión (dividida)                       | UFC on ESPN: Whittaker vs. Till               | 26 de julio de 2020      | 3     | 5:00   | Abu Dhabi                |                                                                     |
| Empate    | 12-0-2 | Cynthia Calvillo       | Empate (mayoritario)                      | UFC on ESPN: Overeem vs. Rozenstruik          | 7 de diciembre de 2019   | 3     | 5:00   | Washington D. C.         | Combate de peso acordado (121 libras). Calvillo no alcanzó el peso. |
| Victoria  | 12-0-1 | Tecia Torres           | Decisión (unánime)                        | UFC Fight Night: Shevchenko vs. Carmouche 2   | 10 de agosto de 2019     | 3     | 5:00   | Montevideo               |                                                                     |
| Victoria  | 11-0-1 | Jessica Aguilar        | Decisión (unánime)                        | UFC on ESPN: Barboza vs. Gaethje              | 30 de marzo de 2019      | 3     | 5:00   | Filadelfia, Pensilvania  |                                                                     |
| Empate    | 10-0-1 | Randa Markos           | Empate (mayoritario)                      | UFC Fight Night: Santos vs. Anders            | 22 de septiembre de 2018 | 3     | 5:00   | São Paulo                |                                                                     |
| Victoria  | 10-0   | Maria de Oliveira Neta | TKO (puñetazos)                           | Dana White's Contender Series Brazil 2        | 11 de agosto de 2018     | 1     | 3:03   | Las Vegas, Nevada        |                                                                     |
| Victoria  | 9-0    | Natália Silva          | Decisión (unánime)                        | Thunder Fight 14                              | 16 de diciembre de 2017  | 3     | 5:00   | São Paulo                |                                                                     |
| Victoria  | 8-0    | Amanda Torres Sardinha | Decisión (unánime)                        | Shooto Brazil 79                              | 10 de diciembre de 2017  | 3     | 5:00   | Río de Janeiro           |                                                                     |
| Victoria  | 7-0    | Samara Santos Cunha    | Decisión (unánime)                        | Fight 2 Night 2                               | 28 de abril de 2017      | 3     | 5:00   | Foz do Iguaçu            |                                                                     |
| Victoria  | 6-0    | Paula Vieira da Silva  | TKO (puñetazos)                           | Curitiba Top Fight 10                         | 24 de febrero de 2017    | 1     | 4:50   | Curitiba                 | Combate de peso acordado (121 libras).                              |
| Victoria  | 5-0    | Vanessa Guimaraes      | Sumisión (estrangulamiento por triángulo) | Aspera FC 41                                  | 9 de julio de 2016       | 2     | 1:47   | São José, Santa Catarina |                                                                     |
| Victoria  | 4-0    | Márcia Oliveira        | TKO (golpes)                              | Floripa Fight Championship: The Big Challenge | 4 de junio de 2016       | 1     | 1:42   | Florianópolis            |                                                                     |
| Victoria  | 3-0    | Caroline Silva         | TKO (rodillazos y golpes)                 | Aspera FC 33                                  | 19 de marzo de 2016      | 2     | 0:47   | São José, Santa Catarina |                                                                     |
| Victoria  | 2-0    | Caroline Silva         | Decisión (unánime)                        | Aspera FC 24                                  | 12 de septiembre de 2015 | 3     | 5:00   | São José, Santa Catarina |                                                                     |
| Victoria  | 1-0    | Silvania Monteiro      | TKO (retiro)                              | São José Super Fight 6                        | 28 de marzo de 2015      | 1     | 5:00   | São José, Santa Catarina | Debut en el peso paja.                                              |